# Sarah Leech
Sarah Leech (1809 - 1830) est une poète irlandaise,. Elle est la seule poète tisserande irlandaise publiée connue et l'une des rares femmes de l'époque à avoir publié de la poésie en scots d'Ulster. 

## Biographie
Sarah Leech est née dans le townland de Ballylennan dans la paroisse de Taughboyne, comté de Donegal en 1809. Elle est la plus jeune fille de Thomas Leech, tisserand et fermier. La famille est protestante, probablement presbytérienne. À l'âge de 3 ans, la famille de Leech se retrouve dans difficultés financières lorsque son père meurt de pleurésie. La sœur aînée de Leech, qui avait fréquenté l'école, tente d'enseigner à ses jeunes frères et sœurs à lire, mais elle n'a que très peu de temps libre. À 6 ans, Leech fréquente l'école pendant 3 mois. Malgré la peur de son professeur, elle apprend à lire et manifeste un intérêt pour un apprentissage plus approfondi. Elle devient une lectrice passionnée de « livres d'histoires ». À 12 ans, elle apprend à écrire et au même moment elle commence à filer du fil de lin pour gagner sa vie. Elle reçoit un petit nombre de livres et quelques instructions religieuses d'un bienfaiteur local. Elle commence à composer des poèmes en 1822, certains en anglais d'autres en scots d'Ulster. Son poème en scots d'Ulster Scots, Elégie sur une vieille femme loquace, a été distribué localement et lu par un gentleman en visite. Intrigué par la satire de la pièce, il fait des recherches sur Leech, copie ses poèmes et les envoie au Londonderry Journal pour être publiés. Cette personne non identifiée n'est décrit que comme « diplômé du Trinity College ». 
Il a été écrit beaucoup de sympathie sur Leech, les journaux et les commentaires publiés à son sujet se concentrant sur la façon dont elle est « orpheline ». Des articles sur elle détaillent sa piété et sa pauvreté. Dans le seul recueil de ses poèmes, Poèmes sur divers sujets publiés en 1828, son éditeur décrit sa vie passée dans le « travail, l'indigence et l'obscurité » et comment les bénéfices de l'œuvre l'aideraient dans son « pèlerinage à travers la vie ». Elle devient boiteuse et semble souffrir d'une maladie comme la polyarthrite rhumatoïde. En 1826, elle craint de perdre la vue et elle est incapable de continuer à enseigner ou à surveiller des enfants. Malgré leur pauvreté, la famille semble avoir conservé une apparence de respectabilité. Leech est représentée dans le frontispice de Poèmes sur divers sujets avec sa roue qui tourne. Il est dit que Leech avait profondément honte de la façon dont sa vie était décrite en termes humbles dans le Londonderry Journal.
Leech et sa mère déménagent près de Lettergull en 1822. La ferme où elle vivait est toujours connue localement et une famille locale, les Gilfillan, prétend avoir le rouet de Leech que montre la gravure du frontispice. La ferme est grande pour la région, plus de 70 acres. Certains pensent que la sœur aînée de Leech s'est peut-être mariée à la famille Gilfillan et a accueilli sa sœur et sa mère.
La religion est un thème fort de sa poésie. Elle exprime son soutien aux clubs Brunswick dans ses poèmes anglais. Les Clubs Brunswick ont été formés en 1828 pour s'opposer à l'émancipation catholique après la suppression de l'Ordre d'Orange. Elle exprime également sa méfiance à l'égard des prêtres catholiques, bien qu'il soit possible qu'elle ait exagéré ces thèmes pour assurer le soutien continu du gentleman de l'Église d'Irlande qui a édité ses poèmes avant leur publication. 
Ses poèmes en scots d'Ulster ne contiennent pas ces thèmes problématiques et sont devenus populaires avec la récente promotion de cette langue. Son livre de poèmes a été republié par l'agence Ulster-Scots en 2006. Certains prétendent que l'on ne sait plus rien de Leech après la publication du volume de ses poèmes en 1828 mais d'autres sources situent sa mort en 1830. Une plaque à Leech a été érigée le 13 décembre 2014 sur William Street, Raphoe, comté de Donegal. 